# Reeva Steenkamp
Reeva Steenkamp   (Ciutat del Cap, 19 d'agost de 1983 - Pretòria, 14 de febrer de 2013) va ser una model sud-africana i paralegal. Va modelar per a la revista FHM i va ser la primera cara dels cosmètics Avon a Sud-àfrica. Steenkamp va treballar una vegada com a presentadora itinerant en directe per FashionTV a Sud-àfrica i va protagonitzar anuncis de televisió de Toyota Land Cruiser, Clover Industries, Redds i Aldor Pin Pop. Va ser una concursant de celebritats al programa de la BBC Lifestyle Baking Made Easy el 2012 i a la temporada 5 de Tropika Island of Treasure que es va emetre a SABC 3 el febrer de 2013.
El dia de Sant Valentí de 2013, Steenkamp va ser assassinada a trets per la seva parella, Oscar Pistorius, a la seva casa de Pretòria. Va declarar que pensava que Steenkamp era un intrús amagat al bany. Pistorius va ser declarat culpable d'homicidi en un primer judici i va ser condemnat a cinc anys de presó. El 3 de desembre de 2015, la Cort Suprema d'Apel·lació de Sud-àfrica va anul·lar aquesta condemna i va condemnar Pistorius per assassinat. Va ser condemnat a sis anys de presó, que després el Tribunal d'Apel·lació va augmentar a 13 anys i 5 mesos.

## Joventut i estudis
Steenkamp va néixer a Ciutat del Cap dels pares Barry Steenkamp, un entrenador de cavalls, i la seva esposa dona, June (de soltera Marshall, abans Cowburn), que va néixer a Blackburn, Anglaterra. Va tenir dos germans més grans dels matrimonis anteriors respectius del seu pare i la seva mare, Adam Steenkamp i Simone Cowburn. Més tard, la família es va traslladar a Port Elizabeth, on va assistir a l'escola St Dominic's Priory. Després de l'escola va estudiar dret a la Universitat de Port Elizabeth, que va passar a formar part de la Nelson Mandela Metropolitan University, on es va graduar amb una llicenciatura en dret el 2005.

## Carrera professional
Després de la universitat, Steenkamp va treballar com a paralegal i com a model. Va sol·licitar l'advocacia a finals de 2011 i esperava ser una advocada legal qualificada als 30 anys.

### Model
Steenkamp va començar a modelar als 14 anys. Va ser finalista al concurs Weekend Post Faces of the Future el 2004 i al concurs Herald Miss Port Elizabeth el 2005. Va aparèixer a la revista FHM com a model i portada, i va ser la primera cara dels cosmètics Avon a Sud-àfrica. També va modelar per a l'empresa de joieria Sivana Diamonds.
Va ocupar el lloc número 40 a l'enquesta de les 100 Sexiest Women in the World (100 dones més sexys) del món de lectores sud-africanes de FHM el 2011 i el número 45 el 2012. El seu dissenyador de moda era Marc Jacobs. Va ser una cara famosa de la campanya anti-assetjament del Spirit Day el 2012.

### Televisió
Steenkamp va treballar una vegada com a presentadora itinerant en directe per FashionTV a Sud-àfrica. Va protagonitzar anuncis de televisió per a una varietat de productes, com Toyota Land Cruiser, Clover «The One», Redds i Aldor Pin Pop. Va aparèixer com a concursant de celebritats al programa de la BBC Lifestyle Baking Made Easy el 2012.
En el moment de la seva mort, Steenkamp estava inscrita per aparèixer a la cinquena temporada del programa de telerealitat Tropika Island of Treasure i havia filmat els episodis de la sèrie a Jamaica. La projecció de la sèrie va començar a emetre's tal com estava previst el 16 de febrer de 2013, dos dies després de la seva mort. El primer episodi de la sèrie va ser dedicat a Steenkamp i va ser precedit per un vídeo d'homenatge a ella.

## Vida personal
Steenkamp era un gran genet fins que es va trencar l'esquena en una caiguda als 20 anys i va haver d'aprendre a caminar de nou. Al cercle de celebritats de Sud-àfrica, va ser una convidada habitual de la llista A als esdeveniments de catifa vermella i una destacada socialité a l'escena de les festes de Johannesburg.
Steenkamp havia sortit amb Oscar Pistorius, un corredor olímpic i paralímpic sud-africà, des del novembre de 2012. Anteriorment havia sortit amb Francois Hougaard, un  jugador de l'equip de rugbi nacional Sud-Africà (Springbok).

## Assassinat i judici
El dia de Sant Valentí de 2013, la parella de Steenkamp, Oscar Pistorius, va disparar quatre trets per la porta d'un bany tancat amb clau a la seva casa de Pretòria, tres dels quals van impactar contra Steenkamp que estava a l'altre costat de la porta. Immediatament després d'això, Pistorius va procedir a trencar la porta del bany amb un bat de criquet per arribar a Steenkamp. Va intentar prestar assistència mèdica d'emergència i va demanar ajuda. Un dels primers que van respondre a l'escena va ser un veí, el doctor Johan Stipp, que va fer una maniobra d'aixecament de la mandíbula a Steenkamp per intentar obrir les seves vies respiratòries. En la seva anàlisi de la situació va assenyalar que no tenia pols perifèric, no mostrava cap signe de moviments respiratoris i que les seves pupil·les estaven fixes, dilatades. Era evident que havia estat ferida de mort.
El seu cos va ser incinerat al crematori Victoria Park a Port Elizabeth el 19 de febrer de 2013 i el servei va ser dirigit pel pastor Kurt Sutton de l'Església de la família Oasis a Port Elizabeth. Pistorius va ser arrestat i acusat d'assassinat.
Pistorius va admetre que va disparar a Steenkamp, però va dir que creia que estava disparant a un intrús. El 12 de setembre de 2014, va ser declarat no culpable d'assassinat, però sí culpable d'homicidi en el cas. El 21 d'octubre de 2014, va ser condemnat a cinc anys de presó, però només va complir 10 mesos. El desembre de 2015, el Tribunal Suprem d'Apel·lacions va anul·lar el veredicte de culpable d'homicidi i va declarar Pistorius culpable d'assassinat. El 6 de juliol de 2016, el jutge Masipa va condemnar Pistorius a sis anys de presó per assassinat, tot i que Sud-àfrica tenia una condemna mínima de 15 anys per aquest delicte.
El 24 de novembre de 2017, el Tribunal d'Apel·lació va ampliar la pena de presó d'Oscar Pistorius a 13 anys i cinc mesos amb possibilitat de llibertat condicional a partir del 2023.

### Cobertura mediàtica després de la seva mort
Steenkamp i Anene Booysen, ambdues dones joves sud-africanes assassinades el 2013, van ser nomenades SA Persons de l'any 2013 pel Daily Maverick.
Al febrer de 2014, eNCA va emetre un documental especial de mitja hora sobre la vida de Steenkamp titulat Reeva: The Model You Thought You Knew.
El 12 de setembre de 2014, SABC 3 va emetre un episodi de Special Assignment titulat Oscar Pistorius: The Verdict.